# بخش حورا
بخش حورا (به انگلیسی: Howrah district) یک منطقهٔ مسکونی در هند است که در بخش ریاست جمهوری واقع شده‌است. بخش حورا ۱٬۴۶۷ کیلومتر مربع مساحت و ۴٬۸۵۰٬۰۲۹ نفر جمعیت دارد.